# Muhammad Ikbal (zapaśnik)
Muhammad Ikbal (ur. 11 października 1991) – indonezyjski zapaśnik w stylu wolnym.
Złoty medalista igrzysk Azji Południowo-Wschodniej w 2011, srebrny w 2013 roku.